# American Idol (сезон 10)
Десятый сезон музыкального телешоу American Idol проходил с 19 января по 25 мая 2011 года. В жюри сезона из прежних судей остался только Рэнди Джексон. Американская певица и актриса Джениффер Лопес и певец Стивен Тайлер заменили Саймон Коуэлл, Эллен Дедженерес и Кара Диогарди в качестве новых судей конкурса. Ведущий — Райан Сикрест.
17-летний Скотти Маккриэри стал самым молодым юношей победителем в истории шоу (самой молодой девушкой, победившей на шоу по прежнему является Джордин Спаркс, шестой сезон). Вторым финалистом стала 16-летняя Лорэн Элена — впервые в истории шоу в финале встретились два кантри-исполнителя.

## Изменения в шоу
Саймон Коуэлл, участвовавший в качестве судьи конкурса с самого первого сезона, покинул шоу после девятого сезона для создания американской версии своего британского шоу The X Factor. В 10-м сезоне возраст кандидатов, которые могут проходить прослушивание, был снижен до 15 лет, тогда как максимальный возраст остался прежний — 28 лет. В традиционном летнем туре приняли участие 11 финалистов (ранее — 10), так как, из-за «Сохранения» Кейси Абрамса, Топ-10 официально выявлен не был.

## Галерея

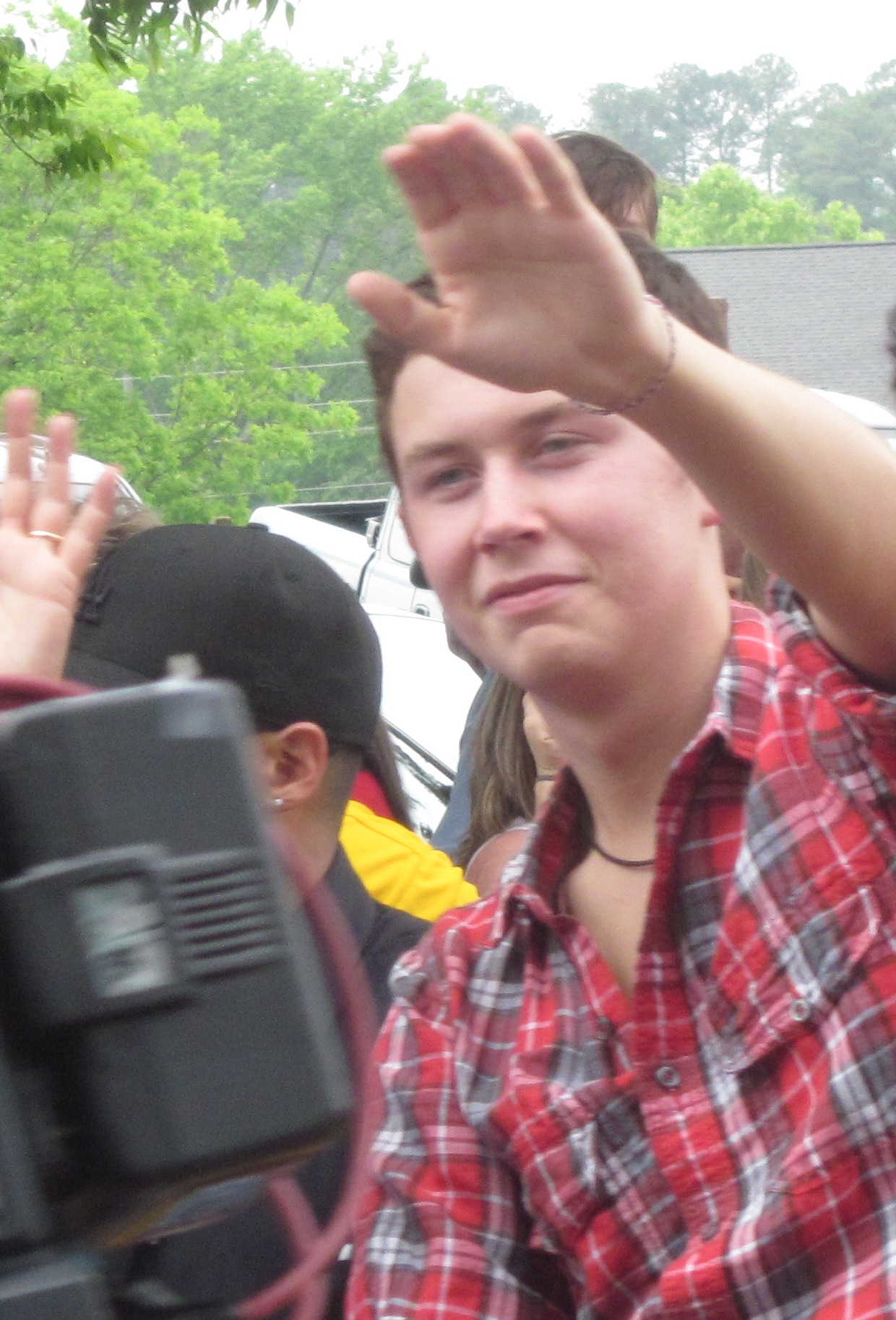
Скотти Маккриэри
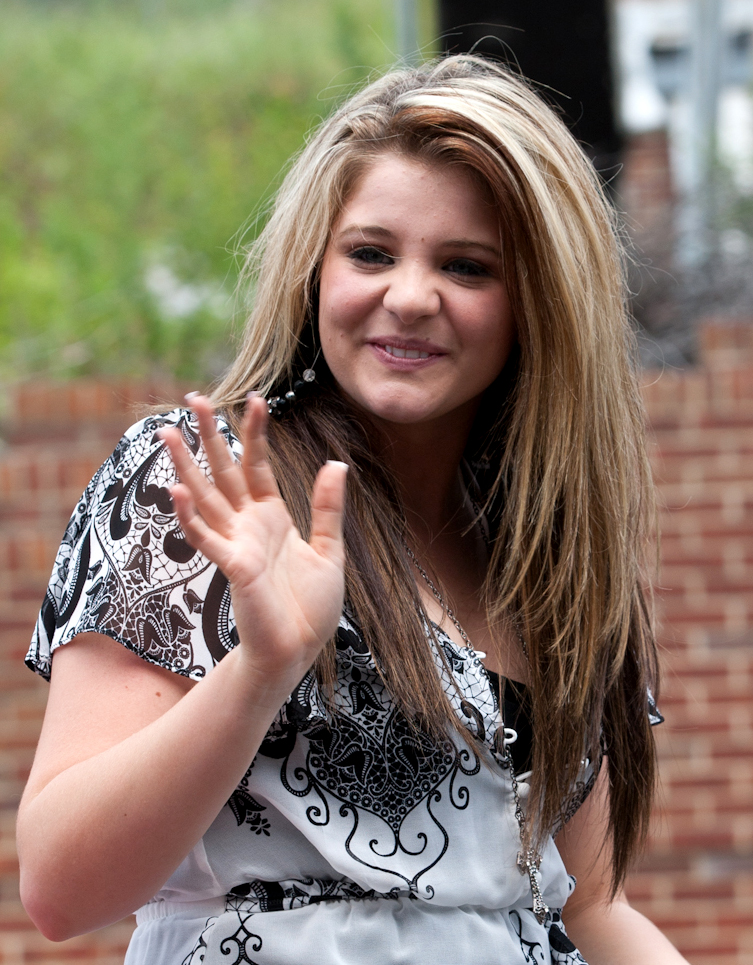
Лорэн Элена